# Guillaume Huygens
Pour les articles homonymes, voir Huygens.
Guillaume Huygens ou Huyghens, né à Bruxelles le 22 novembre 1772 et mort dans la même ville le 26 décembre 1820, est un sculpteur de l'école belge.

## Biographie

### Famille
Guillaume Pierre Huygens, parfois nommé Huyghens, né à Bruxelles, paroisse de Saint-Nicolas, le 22 novembre 1772, est le fils de Nicolas Huygens (mort en 1784) et de Marie Hélène Maes, mariés dans la même paroisse le 18 février 1759.

### Formation
Guillaume Huygens est formé par le sculpteur classique Gilles-Lambert Godecharle. Encouragé par l'Académie royale des beaux-arts de Bruxelles, il perfectionne son art et se présente aux concours. En 1797, la ville de Bruxelles lui décerne une médaille d'argent, en le déclarant digne du premier prix de dessin. Au 7e Salon de Gand de 1810, il est également récompensé.

### Carrière
Lors du Salon de Bruxelles de 1811, Guillaume Huygens obtient le prix de sculpture et devient ensuite statuaire du roi des Pays-Bas. 
Guillaume Huygens, célibataire, meurt, après une longue et pénible maladie, à l'âge de 48 ans, rue du Marché aux Herbes no 1092 à Bruxelles, le 26 décembre 1820,.

## Œuvre

### Expositions
- 7e Salon de Gand de 1810 : Buste de Lucas Vorsterman et L'Immortalité prenant des mains de la sculpture le buste de S.M. l'empereur Napoléon pour le place dans son temple (bas-relief), reçoit un prix de 600 francs et une médaille en bronze[4].
- Salon de Bruxelles de 1811 : Le Génie de l'art terminant le buste de Rubens (premier prix en sculpture)[2].
- 8e Salon de Gand de 1812 : Tête d'Amour et Portrait du général Evens (bas-relief), reçoit un prix de 600 francs et une médaille en bronze[4].
- Salon de Bruxelles de 1813 : L'Amour adolescent (buste en plâtre)[4].
- Salon de Bruxelles de 1815 : Le Génie de l'art terminant le buste de Rubens (ouvrage couronné en 1811)[5].
- Salon de Bruxelles de 1818 : Adonis (petite statue) et Anthia (buste en plâtre)[4].
- Salon de Bruxelles de 1821 (posthume) : La Chute des géants (groupe)[4].

### Collections muséales
- Musées royaux des Beaux-Arts de Belgique (Bruxelles) : Le Génie de l'art terminant le buste de Rubens, statuette en terre cuite, inventaire no 461, format 73,5 × 52 39cm, don de la Société royale pour l'encouragement des beaux-arts, Bruxelles, 1830[6].